# Hexatoma (Eriocera) ducalis
Hexatoma (Eriocera) ducalis is een tweevleugelige uit de familie steltmuggen (Limoniidae). De soort komt voor in het Oriëntaals gebied.